# Someone You Loved
"Someone You Loved" là một bài hát của nghệ sĩ thu âm người Scotland Lewis Capaldi nằm trong EP thứ hai của anh, Breach (2018). Bài hát sau đó còn xuất hiện trong album phòng thu đầu tay của Capaldi, Divinely Uninspired to a Hellish Extent (2019). Nó được phát hành vào ngày 8 tháng 11 năm 2018 như là đĩa đơn thứ ba trích từ EP cũng như thứ năm trích từ album bởi Vertigo Records và Universal Music Group. "Someone You Loved" được đồng viết lời bởi nam ca sĩ, Samuel Romans với những nhà sản xuất nó Thomas Barnes, Peter Kelleher và Benjamin Kohn thuộc đội sản xuất TMS. Đây là một bản pop ballad mang nội dung đề cập đến cảm giác thương tiếc của một người đàn ông trước sự ra đi của người yêu cũ, trong đó anh muốn nhắn nhủ với cô về việc nhớ cảm giác hạnh phúc khi cả hai còn bên nhau. "Someone You Loved" là một trong bốn tác phẩm được TMS thực hiện cho Divinely Uninspired to a Hellish Extent, bên cạnh "Hold Me While You Wait", "Forever" và "Before You Go".
Sau khi phát hành, "Someone You Loved" nhận được những phản ứng tích cực từ các nhà phê bình âm nhạc, trong đó họ đánh giá cao giai điệu sâu lắng, chất giọng của Capaldi và quá trình sản xuất nó. Ngoài ra, bài hát còn gặt hái nhiều giải thưởng và đề cử tại những lễ trao giải lớn, bao gồm đề cử tại giải Grammy lần thứ 62 và giải BRIT năm 2020 ở hạng mục Bài hát của năm. "Someone You Loved" cũng tiếp nhận những thành công vượt trội về mặt thương mại, đứng đầu các bảng xếp hạng ở Canada, Ireland và Vương quốc Anh, đồng thời lọt vào top 10 ở nhiều khu vực bài hát xuất hiện, bao gồm vươn đến top 5 ở những thị trường nổi bật như Úc, Bỉ, Ý, New Zealand, Na Uy và Thụy Sĩ. Tại Hoa Kỳ, nó đạt vị trí số một trên bảng xếp hạng Billboard Hot 100 trong ba tuần không liên tiếp, trở thành đĩa đơn quán quân đầu tiên trong sự nghiệp của Capaldi và là một trong những tác phẩm mất nhiều thời gian để vươn đến ngôi vị trí đầu bảng nhất tại đây, với 24 tuần.
Hai video ca nhạc khác nhau đã được phát hành cho "Someone You Loved", trong đó phiên bản đầu tiên được đạo diễn Phil Beastall với sự tham gia diễn xuất của người anh họ của nam ca sĩ Peter Capaldi, trong vai một người đàn ông đã hiến tặng trái tim của người vợ quá cố cho một người mẹ trẻ, bên cạnh một video khác với những cảnh Capaldi lang thang trên đường sau khi người yêu qua đời, trong khi bạn bè và mọi người cố gắng ngăn anh đuổi theo cô. Để quảng bá bài hát, Capaldi đã trình diễn nó trên nhiều chương trình truyền hình và lễ trao giải lớn, bao gồm The Ellen DeGeneres Show, The Late Show with Stephen Colbert, The Late Late Show with James Corden, Today, The Tonight Show Starring Jimmy Fallon và Lễ hội Glastonbury năm 2019, cũng như trong tất cả những chuyến lưu diễn của anh. Kể từ khi phát hành, "Someone You Loved" đã được hát lại và sử dụng làm nhạc mẫu bởi nhiều nghệ sĩ, như Alicia Keys, Jonas Brothers, James Bay, Charlie Puth, Camila Cabello và Conor Maynard.

## Xếp hạng
| Bảng xếp hạng (2018–20)                   | Vị trí cao nhất |
| ----------------------------------------- | --------------- |
| Úc (ARIA)                                 | 4               |
| Áo (Ö3 Austria Top 40)                    | 8               |
| Bỉ (Ultratop 50 Flanders)                 | 2               |
| Bỉ (Ultratop 50 Wallonia)                 | 2               |
| Brazil (Top 100 Brasil)                   | 2               |
| Canada (Canadian Hot 100)                 | 1               |
| Canada AC (Billboard)                     | 3               |
| Canada CHR/Top 40 (Billboard)             | 1               |
| Canada Hot AC (Billboard)                 | 1               |
| Cộng hòa Séc (Rádio Top 100)              | 1               |
| Cộng hòa Séc (Singles Digitál Top 100)    | 5               |
| Đan Mạch (Tracklisten)                    | 7               |
| Phần Lan (Suomen virallinen lista)        | 12              |
| Pháp (SNEP)                               | 20              |
| Đức (Official German Charts)              | 18              |
| Hungary (Single Top 40)                   | 22              |
| Hungary (Stream Top 40)                   | 11              |
| Ireland (IRMA)                            | 1               |
| Ý (FIMI)                                  | 5               |
| Latvia (LAIPA)                            | 10              |
| Hà Lan (Dutch Top 40)                     | 7               |
| Hà Lan (Single Top 100)                   | 9               |
| New Zealand (Recorded Music NZ)           | 4               |
| Na Uy (VG-lista)                          | 3               |
| Ba Lan (Polish Airplay Top 100)           | 25              |
| Bồ Đào Nha (AFP)                          | 8               |
| Rumani (Airplay 100)                      | 17              |
| Scotland (OCC)                            | 1               |
| Slovakia (Rádio Top 100)                  | 8               |
| Slovakia (Singles Digitál Top 100)        | 8               |
| Slovenia (SloTop50)                       | 7               |
| Tây Ban Nha (PROMUSICAE)                  | 45              |
| Thụy Điển (Sverigetopplistan)             | 6               |
| Thụy Sĩ (Schweizer Hitparade)             | 3               |
| Anh Quốc (OCC)                            | 1               |
| Hoa Kỳ Billboard Hot 100                  | 1               |
| Hoa Kỳ Adult Contemporary (Billboard)     | 1               |
| Hoa Kỳ Adult Pop Airplay (Billboard)      | 1               |
| Hoa Kỳ Dance/Mix Show Airplay (Billboard) | 2               |
| Hoa Kỳ Pop Airplay (Billboard)            | 1               |
| Hoa Kỳ Rolling Stone Top 100              | 5               |

| Bảng xếp hạng (2019)                      | Vị trí |
| ----------------------------------------- | ------ |
| Úc (ARIA)                                 | 5      |
| Áo (Ö3 Austria Top 40)                    | 6      |
| Bỉ (Ultratop 50 Flanders)                 | 1      |
| Bỉ (Ultratop 50 Wallonia)                 | 3      |
| Canada (Canadian Hot 100)                 | 19     |
| Đan Mạch (Tracklisten)                    | 6      |
| Đức (Official German Charts)              | 12     |
| Hungary (Single Top 40)                   | 80     |
| Hungary (Stream Top 40)                   | 21     |
| Ireland (IRMA)                            | 1      |
| Ý (FIMI)                                  | 18     |
| Latvia (LAIPA)                            | 11     |
| Mexico (Monitor Latino)                   | 85     |
| Hà Lan (Dutch Top 40)                     | 6      |
| Hà Lan (Single Top 100)                   | 7      |
| New Zealand (Recorded Music NZ)           | 5      |
| Na Uy (VG-lista)                          | 4      |
| Rumani (Airplay 100)                      | 74     |
| Slovenia (SloTop50)                       | 12     |
| Thụy Điển (Sverigetopplistan)             | 7      |
| Thụy Sĩ (Schweizer Hitparade)             | 3      |
| Anh Quốc (OCC)                            | 1      |
| Hoa Kỳ Billboard Hot 100                  | 27     |
| Hoa Kỳ Adult Contemporary (Billboard)     | 17     |
| Hoa Kỳ Adult Top 40 (Billboard)           | 9      |
| Hoa Kỳ Dance/Mix Show Airplay (Billboard) | 23     |
| Hoa Kỳ Pop Songs (Billboard)              | 19     |

| Bảng xếp hạng (2010–2019) | Vị trí |
| ------------------------- | ------ |
| Anh Quốc (OCC)            | 24     |

## Chứng nhận
| Quốc gia | Chứng nhận  | Số đơn vị/doanh số chứng nhận |
| --- | ----------- | ----------------------------- |
| Úc (ARIA) | 5× Bạch kim | 350.000‡                      |
| Áo (IFPI Áo) | Bạch kim    | 30.000‡                       |
| Bỉ (BEA) | 2× Bạch kim | 80.000‡                       |
| Canada (Music Canada) | 5× Bạch kim | 400.000‡                      |
| Đan Mạch (IFPI Đan Mạch) | Bạch kim    | 90.000‡                       |
| Pháp (SNEP) | Bạch kim    | 200.000‡                      |
| Đức (BVMI) | Bạch kim    | 300.000‡                      |
| Ý (FIMI) | 3× Bạch kim | 150.000‡                      |
| New Zealand (RMNZ) | 3× Bạch kim | 90.000‡                       |
| Na Uy (IFPI) | Bạch kim    | 60.000‡                       |
| Ba Lan (ZPAV) | Bạch kim    | 20.000‡                       |
| Bồ Đào Nha (AFP) | Bạch kim    | 10.000‡                       |
| Tây Ban Nha (PROMUSICAE) | Bạch kim    | 40.000‡                       |
| Anh Quốc (BPI) | 4× Bạch kim | 2.400.000‡                    |
| Hoa Kỳ (RIAA) | Bạch kim    | 1.000.000‡                    |
| Streaming |             |                               |
| Thụy Điển (GLF) | 3× Bạch kim | 24.000.000                    |
| * Chứng nhận dựa theo doanh số tiêu thụ. ^ Chứng nhận dựa theo doanh số nhập hàng. ‡ Chứng nhận dựa theo doanh số tiêu thụ và phát trực tuyến. |             |                               |

## Lịch sử phát hành
| Quốc gia       | Ngày                | Định dạng                 | Hãng đĩa       | Nguồn  |
| -------------- | ------------------- | ------------------------- | -------------- | ------ |
| Vương quốc Anh | 8 tháng 11 năm 2018 | Tải kĩ thuật số streaming | Virgin         | [ 87 ] |
| Hoa Kỳ         | 16 tháng 4 năm 2019 | Contemporary hit radio    | Vertigo Virgin | [ 88 ] |